# 小里滕·乔纳森·梅格斯

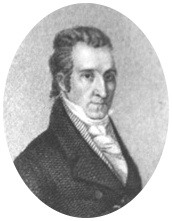
小里滕·J·梅格斯

小里滕·乔纳森·梅格斯（Return Jonathan Meigs, Jr.；1764年11月17日—1825年3月29日），生於康涅狄格州米德尔敦，美国律师、政治家，美国民主-共和党成员，曾任美国参议员（1808年-1810年）、俄亥俄州州长（1810年-1814年）和美国邮政部长（1814年-1823年），在俄亥俄州玛丽埃塔去世。
| 前任： 吉迪恩·格兰杰   | 美国邮政部长 1814年-1823年 | 繼任： 约翰·麦克莱恩 |
| 前任： 塞缪尔·H·亨廷顿 | 俄亥俄州州长 1810年-1814年 | 繼任： 奥思尼尔·卢克 |